# Alpine Ski-Juniorenweltmeisterschaften 2011
Die 30. Alpinen Ski-Juniorenweltmeisterschaften fanden vom 30. Januar bis 5. Februar 2011 in Crans-Montana im Schweizer Kanton Wallis statt. Die Geschwindigkeitsdisziplinen Abfahrt und Super-G wurden auf der „Piste Nationale“, die technischen Disziplinen Riesenslalom und Slalom auf der „Piste Mont Lachaux“ ausgetragen. Alle endeten im selben Zielstadion auf 1550 Meter Seehöhe.

## Männer

### Abfahrt
| Platz | Land | Sportler          | Zeit (min) |
| ----- | ---- | ----------------- | ---------- |
| 1     | SLO  | Boštjan Kline     | 1:37,34    |
| 2     | AUT  | Frederic Berthold | 1:37,38    |
| 3     | AUT  | Otmar Striedinger | 1:37,78    |
| 4     | USA  | Keith Moffat      | 1:38,16    |
| 5     | GER  | Marvin Ackermann  | 1:38,43    |
| 6     | SUI  | Nils Mani         | 1:38,53    |

Datum: 3. Februar, 10:15 Uhr

Strecke: Piste Nationale

Starthöhe: 2370 m, Zielhöhe: 1550 m

Höhenunterschied: 820 m

### Super-G
| Platz | Land | Sportler           | Zeit (min) |
| ----- | ---- | ------------------ | ---------- |
| 1     | SLO  | Boštjan Kline      | 1:22,43    |
| 2     | AUT  | Frederic Berthold  | 1:22,67    |
| 3     | SUI  | Justin Murisier    | 1:23,19    |
| 4     | AUT  | Johannes Kröll     | 1:23,61    |
| 5     | AUT  | Vincent Kriechmayr | 1:23,66    |
| 6     | GER  | Manuel Schmid      | 1:23,76    |

Datum: 4. Februar, 10:00 Uhr

Strecke: Piste Nationale

Starthöhe: 2147 m, Zielhöhe: 1550 m

Höhenunterschied: 597 m

### Riesenslalom
| Platz | Land | Sportler           | Zeit (min) |
| ----- | ---- | ------------------ | ---------- |
| 1     | FRA  | Alexis Pinturault  | 2:19,62    |
| 2     | AUT  | Vincent Kriechmayr | 2:20,25    |
| 3     | FRA  | Mathieu Faivre     | 2:20,71    |
| 4     | AUT  | Roland Leitinger   | 2:20,75    |
| 5     | AUT  | Marcel Mathis      | 2:20,92    |
| 6     | AUT  | Martin Bischof     | 2:21,51    |

Datum: 30. Januar, 9:00 Uhr / 11:30 Uhr

Strecke: Piste Mont Lachaux

Starthöhe: 1920 m, Zielhöhe: 1550 m

Höhenunterschied: 370 m

### Slalom
| Platz | Land | Sportler          | Zeit (min) |
| ----- | ---- | ----------------- | ---------- |
| 1     | SUI  | Reto Schmidiger   | 1:28,54    |
| 2     | SUI  | Justin Murisier   | 1:30,08    |
| 3     | FRA  | Mathias Rolland   | 1:30,57    |
| 4     | SLO  | Klemen Kosi       | 1:30,97    |
| 5     | FIN  | Santeri Paloniemi | 1:31,32    |
| 6     | CAN  | Erik Read         | 1:31,54    |

Datum: 31. Januar, 9:00 Uhr / 11:30 Uhr

Strecke: Piste Mont Lachaux

Starthöhe: 1750 m, Zielhöhe: 1550 m

Höhenunterschied: 200 m

### Kombination
| Platz | Land | Sportler        |
| ----- | ---- | --------------- |
| 1     | SUI  | Reto Schmidiger |
| 2     | SUI  | Justin Murisier |
| 3     | CAN  | Phil Brown      |
| 4     | FRA  | Mathieu Faivre  |
| 5     | CAN  | Erik Read       |
| 6     | SLO  | Klemen Kosi     |

Die Kombination besteht aus der Addition der Ergebnisse aus Abfahrt, Riesenslalom und Slalom.

## Frauen

### Abfahrt
| Platz | Land | Sportlerin              | Zeit (min) |
| ----- | ---- | ----------------------- | ---------- |
| 1     | NOR  | Lotte Smiseth Sejersted | 1:32,11    |
| 2     | SUI  | Wendy Holdener          | 1:32,45    |
| 3     | AUT  | Cornelia Hütter         | 1:32,80    |
| 4     | AUT  | Jessica Depauli         | 1:32,89    |
| 5     | SUI  | Joana Hählen            | 1:32,95    |
| 6     | SUI  | Priska Nufer            | 1:32,98    |

Datum: 1. Februar, 10:15 Uhr

Strecke: Piste Nationale

Starthöhe: 2370 m, Zielhöhe: 1550 m

Höhenunterschied: 820 m

### Super-G
| Platz | Land | Sportlerin            | Zeit (min) |
| ----- | ---- | --------------------- | ---------- |
| 1     | ITA  | Elena Curtoni         | 1:28,23    |
| 2     | SUI  | Jasmin Rothmund       | 1:28,53    |
| 3     | AUT  | Cornelia Hütter       | 1:28,90    |
| 4     | SUI  | Priska Nufer          | 1:28,99    |
| 5     | ITA  | Lisa Magdalena Agerer | 1:29,15    |
| 6     | SUI  | Jasmine Flury         | 1:29,19    |

Datum: 5. Februar, 10:00 Uhr

Strecke: Piste Nationale

Starthöhe: 2147 m, Zielhöhe: 1550 m

Höhenunterschied: 597 m

### Riesenslalom
| Platz | Land | Sportlerin            | Zeit (min) |
| ----- | ---- | --------------------- | ---------- |
| 1     | SWE  | Sara Hector           | 2:28,27    |
| 2     | ITA  | Lisa Magdalena Agerer | 2:28,43    |
| 3     | SUI  | Wendy Holdener        | 2:29,44    |
| 4     | GER  | Veronique Hronek      | 2:29,70    |
| 5     | FRA  | Adeline Baud          | 2:30,19    |
| 6     | GER  | Lena Dürr             | 2:30,43    |

Datum: 2. Februar, 9:00 Uhr / 11:30 Uhr

Strecke: Piste Mont Lachaux

Starthöhe: 1920 m, Zielhöhe: 1550 m

Höhenunterschied: 370 m

### Slalom
| Platz | Land | Sportlerin         | Zeit (min) |
| ----- | ---- | ------------------ | ---------- |
| 1     | AUT  | Jessica Depauli    | 1:40,32    |
| 2     | SWE  | Anna Swenn-Larsson | 1:41,22    |
| 3     | USA  | Mikaela Shiffrin   | 1:41,27    |
| 4     | SUI  | Wendy Holdener     | 1:42,03    |
| 5     | CAN  | Brittany Phelan    | 1:42,13    |
| 6     | GER  | Simona Hösl        | 1:42,48    |

Datum: 3. Februar, 9:00 Uhr / 11:30 Uhr

Strecke: Piste Mont Lachaux

Starthöhe: 1710 m, Zielhöhe: 1550 m

Höhenunterschied: 160 m

### Kombination
| Platz | Land | Sportlerin               |
| ----- | ---- | ------------------------ |
| 1     | SUI  | Wendy Holdener           |
| 2     | SUI  | Andrea Thürler           |
| 3     | SUI  | Joana Hählen             |
| 4     | ITA  | Lisa Magdalena Agerer    |
| 5     | NOR  | Kristine Gjelsten Haugen |
| 6     | AUT  | Ramona Siebenhofer       |

Die Kombination besteht aus der Addition der Ergebnisse aus Abfahrt, Riesenslalom und Slalom.

## Medaillenspiegel
| Platz | Land               | Gold | Silber | Bronze | Gesamt |
| ----- | ------------------ | ---- | ------ | ------ | ------ |
| 1     | Schweiz            | 3    | 5      | 3      | 11     |
| 2     | Slowenien          | 2    | –      | –      | 2      |
| 3     | Österreich         | 1    | 3      | 3      | 7      |
| 4     | Italien            | 1    | 1      | –      | 2      |
| 4     | Schweden           | 1    | 1      | –      | 2      |
| 6     | Frankreich         | 1    | –      | 2      | 3      |
| 7     | Norwegen           | 1    | –      | –      | 1      |
| 8     | Kanada             | –    | –      | 1      | 1      |
| 8     | Vereinigte Staaten | –    | –      | 1      | 1      |